# Career woman

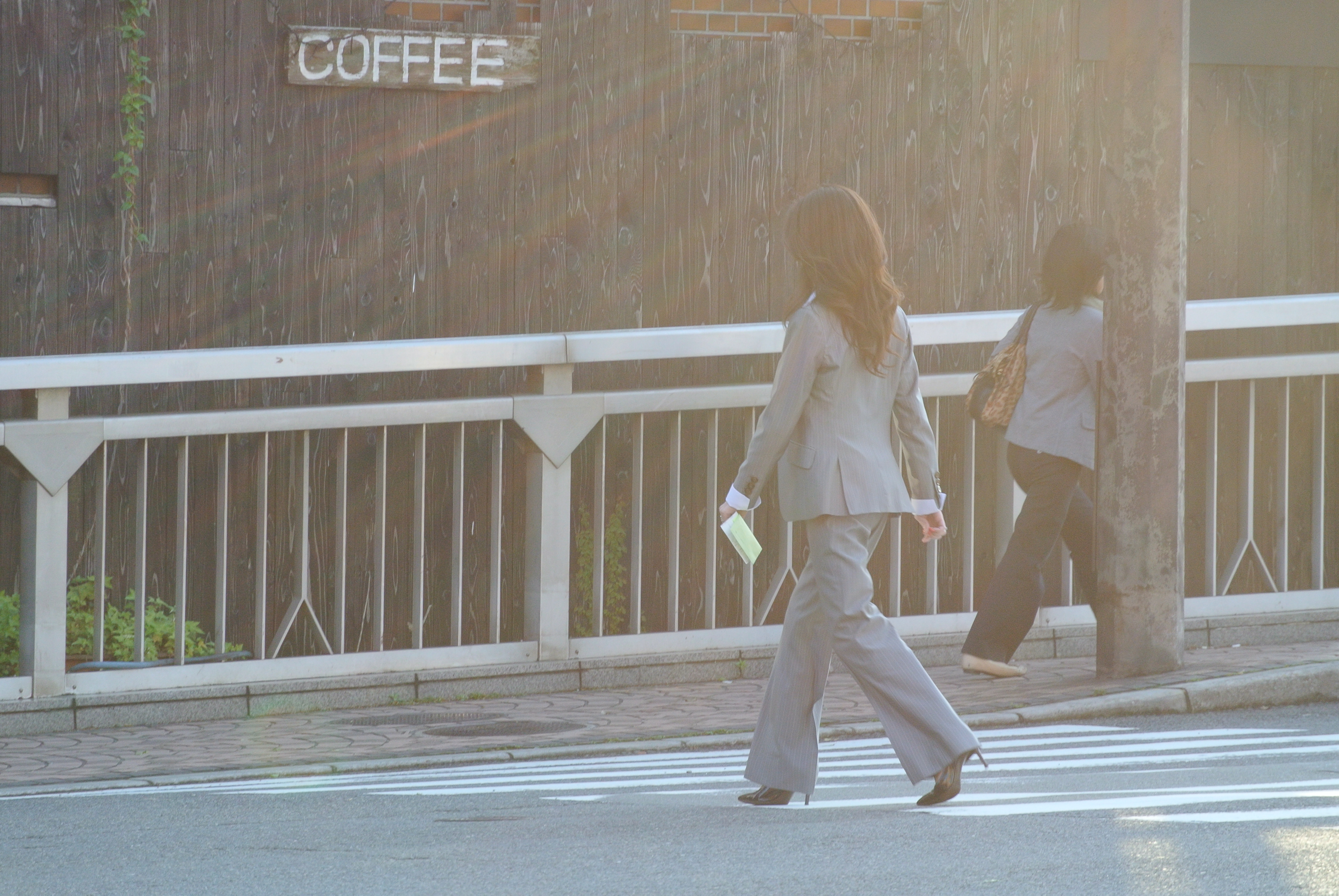
Een mogelijke 'career woman' in Japan

Een career woman (Japans: キャリアウーマン, Romaji: kyariawōman) is een Japanse term voor een carrièrevrouw, die getrouwd of ongetrouwd is, en een carrière nastreeft in plaats van een huisvrouw te worden. Het is een antoniem van de Japanse salaryman (Japans: サラリーマン, Romaji: Sararīman). Het woord is een katakana-woord met een combinatie van twee Engelse woorden, die een andere connotatie in Japan heeft en duidt specifiek op vrouwen die beroepen uitoefenen waar specialiseerde kennis en vaardigheden van belang zijn. De rol van man en vrouw in de Japanse samenleving is aan het veranderen en dit brengt andere problemen met zich mee, waaronder 'power harassment'.
In Japan heeft de vrouw traditioneel gezien een lagere status dan de man. Een huisvrouw worden was de traditionele keuze voor vele Japanse vrouwen rond 1970. Matsui et al. (1995) legt uit dat die keuze uit drie fasen bestond: voltijd werk vinden na het afstuderen, ontslag nemen na het trouwen en/of krijgen van kinderen en deeltijd gaan werken na het volwassen worden van de kinderen. Vanaf 1970 begon het tij te keren en kozen meer Japanse vrouwen voor de nieuwe trend en werden professionele zakenvrouwen. Deze trend werd nog eens versterkt door de komst van de 'Equal Employment Opportunity Law' (EEOL) uit 1985.
Een diepte-interview met 26 hoogopgeleide Japanse vrouwen uit 2008 laat de mogelijke redenen zien waarom deze vrouwen bewust en onbewust afstand nemen van het huwelijk en kiezen voor een carrière.  Ten eerste, zij zien het trouwen als een belemmering voor hun ontwikkeling en vrijheid. Ten tweede, zij prefereren geen huwelijk met een 'seksistische' man of kunnen geen egalitaire man vinden. Ten derde, zij hebben een negatieve ervaring met mannen die hun hebben afgewezen omdat zij mogelijkerwijs door hun carrièrekeuze 'onvrouwelijk' overkomen. Ten vierde, zij zijn kieskeurig en vermijden liever de mannen die minder inkomen hebben of lager zijn opgeleid, en wachten op mannen die een hogere opleiding hebben genoten of meer inkomen dan zij op dit moment hebben.
De traditionele rol van de Japanse man in het gezinsleven is aan het veranderen. De Japanse socioloog Masahiro Yamada propageerde in 2005 dat wellicht de economische recessie in de jaren negentig een oorzaak zou kunnen zijn voor de daling in het inkomen van de mannen en dat zij daardoor niet hun traditionele rol als kostwinner meer kunnen vervullen. Daarnaast worden mannen en vrouwen die het huwelijk ontwijken, een carrière hebben en thuis wonen bij hun vermogende ouders 'parasiterende singles' (Japans:  パラサイトシングル, Romaji: parasaito shinguru) genoemd.
De recente ontwikkelingen tonen aan dat de Japanse carrièrevrouwen hindernissen ervaren op de arbeidsmarkt. Een rapport uit 2017 van het Ministerie van Gezondheid, Arbeid en Welzijn beschrijft het fenomeen Pawahara (Japans: パワハラ, afkorting van het Engelse woord Power harassment), waarbij werknemers worden geïntimideerd op de Japanse werkvloer door iemand met een hogere positie. De enquête werd afgenomen onder 10.000 werknemers en 7,8 procent van de ondervraagden had heel vaak te maken met intimidatie en machtsmisbruik en 17,8 procent van werkenden ervoer het soms in hun werk. Onder power harassment werd verbale intimidatie, bedreigingen en ook in de vorm van te veel werk van de werknemers vragen, verstaan. Hierdoor ontstaat frustratie, angst en verlies in motivatie. Alhoewel krijgt power harassment steeds meer aandacht, in de praktijk zijn er maar weinig preventieve maatregelen bewerkgestelligd. Dit staat in het licht van de 'zelfmoord'-zaak waarbij de 24-jarige Matsuri Takahashi zelfmoord door overwerk pleegde op 15 april 2015. Zij werkte ongeveer 20 uur per dag bij adverteerder Dentsu Inc. en had daarvoor al meer dan 100 uur overgewerkt. In de Japanse arbeidsmarkt wordt er van de nieuwe werknemer verwacht, dat hij de eerste drie jaar na het afstuderen bij een bedrijf blijft werken voordat hij zich kan kwalificeren voor een carrièreswitch.